# Elettaria
Elettaria – rodzaj bylin z rodziny imbirowatych. Obejmuje 11 gatunków.

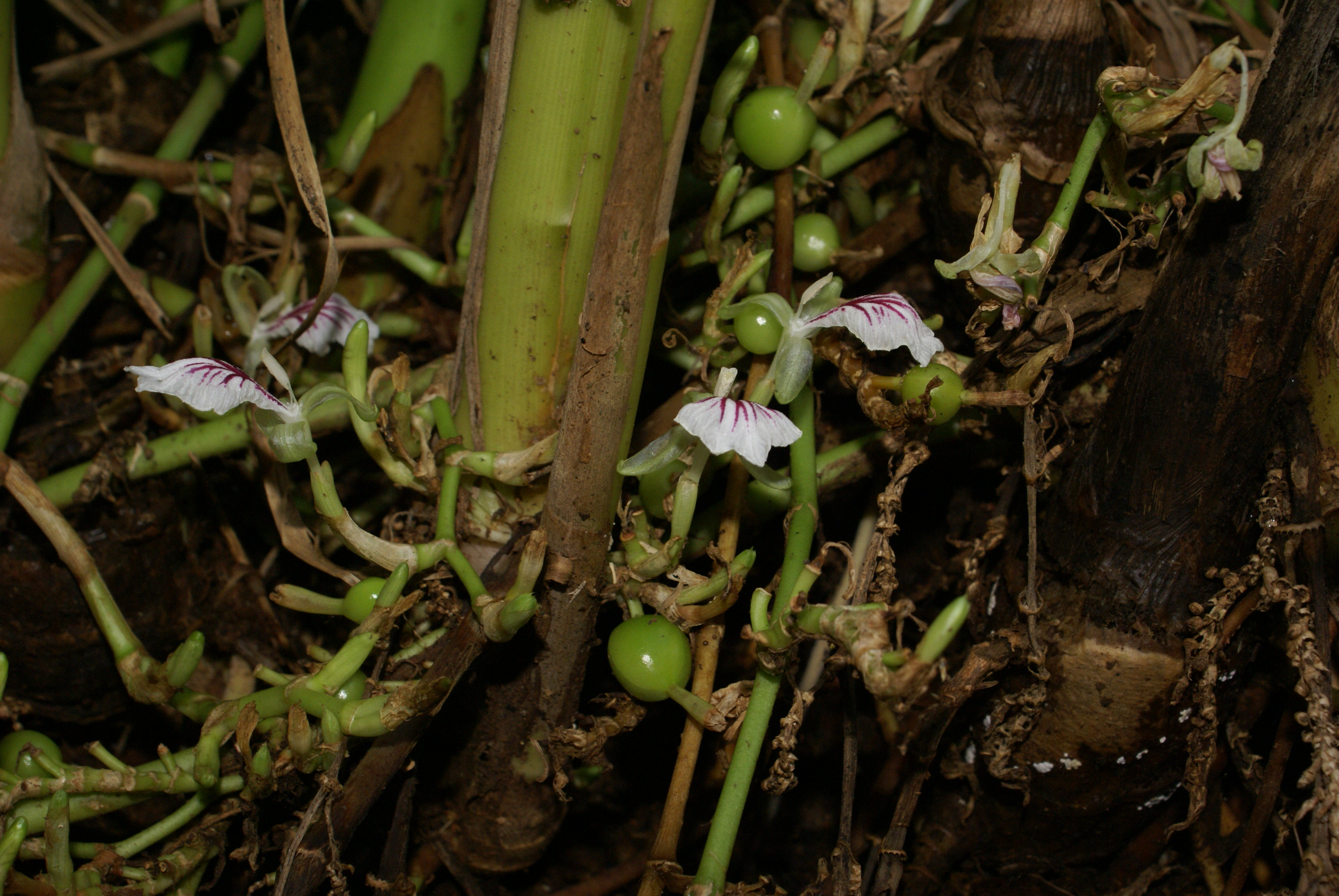
Kwiaty kardamonu malabarskiego

## Systematyka
Pozycja i podział rodziny według APweb (aktualizowany systemie APG III z 2009
Klad okrytonasienne, klad jednoliścienne (monocots), rząd imbirowce (Zingiberales), rodzina imbirowate (Zingiberaceae), podrodzina Alpinioideae Link, plemię Alpinieae, rodzaj Elettaria. 
Pozycja w systemie Reveala (1994-1999)
Gromada okrytonasienne (Magnoliophyta Cronquist), podgromada Magnoliophytina Frohne & U. Jensen ex Reveal, klasa jednoliścienne (Liliopsida Brongn.), podklasa imbirowe (Zingiberidae Cronquist), nadrząd Zingiberanae Takht. ex Reveal, rząd imbirowce (Zingiberales Griseb.), rodzina imbirowate (Zingiberaceae Lindl.), rodzaj (Elettaria Maton).
Wykaz gatunków
- Elettaria brachycalyx S.Sakai & Nagam.
- Elettaria cardamomum (L.) Maton – kardamon malabarski
- Elettaria ensal (Gaertn.) Abeyw.
- Elettaria kapitensis S.Sakai & Nagam.
- Elettaria linearicrista S.Sakai & Nagam.
- Elettaria longipilosa S.Sakai & Nagam.
- Elettaria longituba (Ridl.) Holttum
- Elettaria multiflora (Ridl.) R.M.Sm.
- Elettaria rubida R.M.Sm.
- Elettaria stoloniflora (K.Schum.) S.Sakai & Nagam.
- Elettaria surculosa (K.Schum.) B.L.Burtt & R.M.Sm.